# 寶御

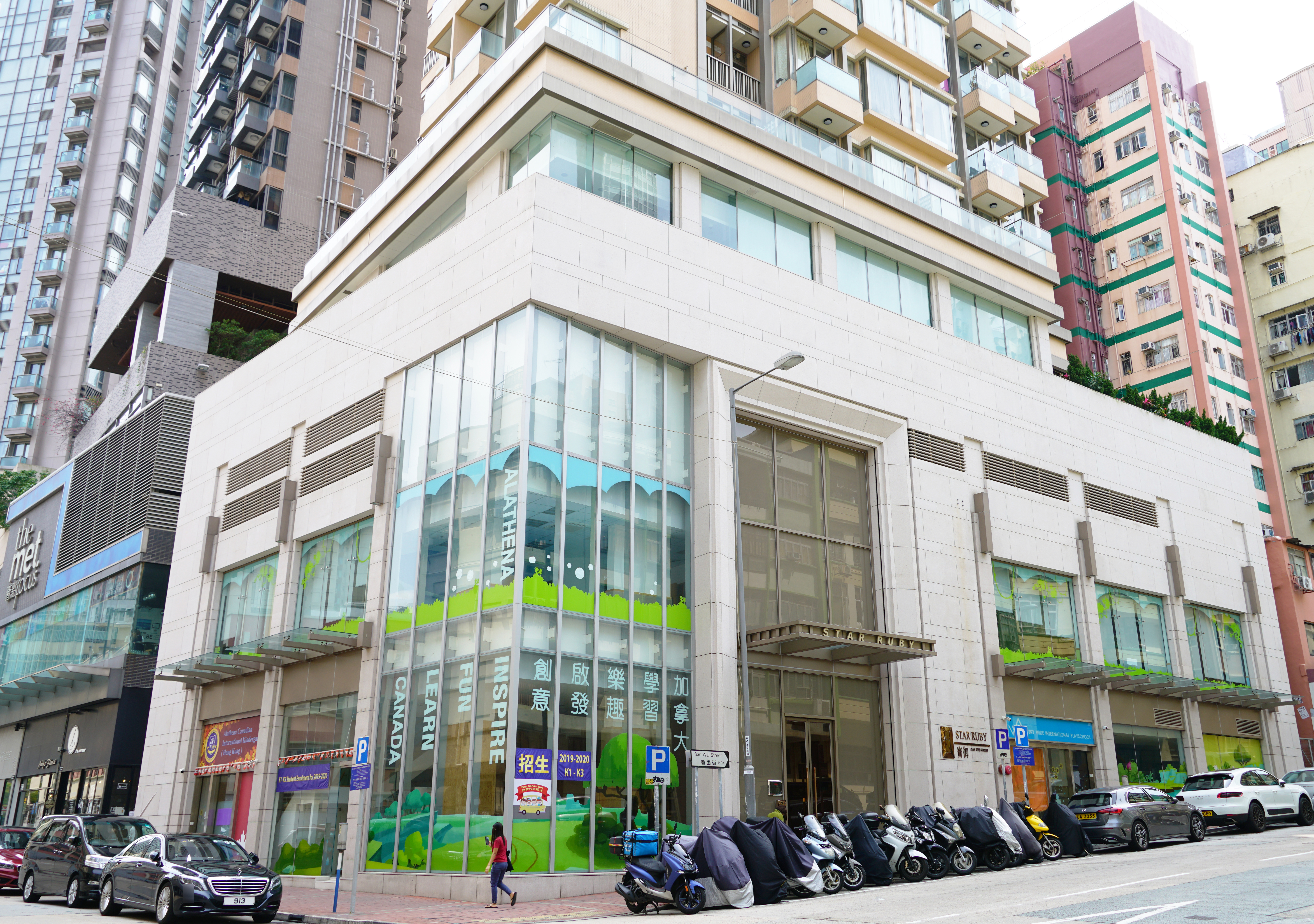
結業前的加拿大國際幼稚園

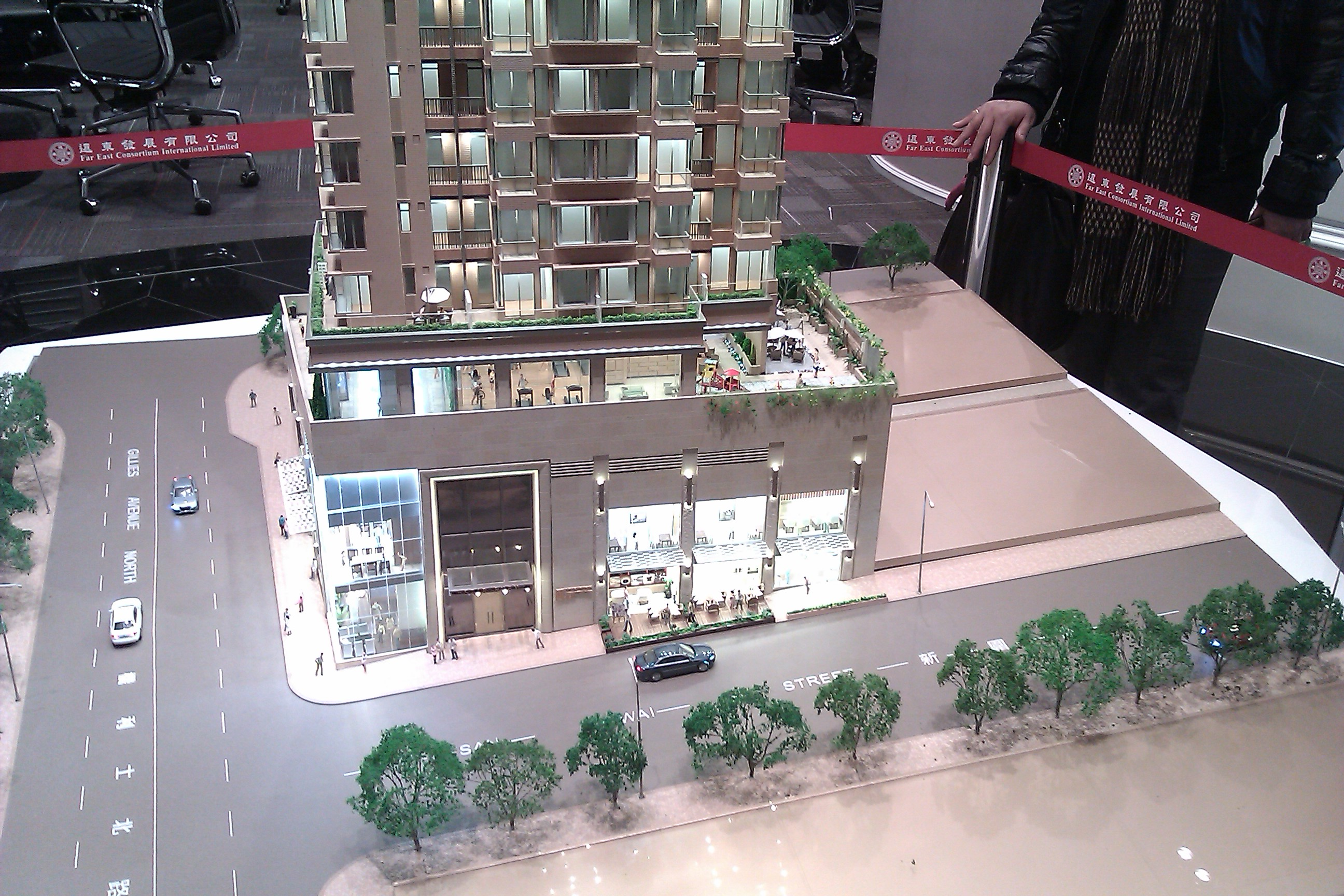
寶御構想模型，可見平台設健身室、兒童遊樂場及閒座區

寶御（Star Ruby）是位於香港九龍鶴園新圍街的單幢式住宅，樓高共25層，由遠東發展以聲聯有限公司名義發展，由康業服務管理，於2014年6月入伙。

## 歷史
寶御前身為位於「新圍街1-11A」1幢3層高的唐樓，2009年金朝陽集團以約2億港元進行收購，及後於2010年以3.25億售予遠東發展。
最終遠東發展把上址發展成精品住宅寶御，並於2011年12月開售樓花。

## 簡介
項目地盤面積約7,300平方呎，可建總樓面面積為65,000平方呎。
物業實際樓高25層，惟由於不設13、14及24字樓故有29字樓，其中基座佔3層，其餘22層為住宅單位 ，共設124個單位，建築面積由約430-1,000呎不等，其中10伙為特色戶，而一梯有兩伙或六伙。另外，物業的基座三樓為住客會所，其設施包括健身室、平台花園、游泳池等，供住戶享用。

## 商舖
物業基座的地下及一樓為商舖，佔20,000平方呎，2017年起由天越創思國際幼稚園租用。其後，天越創思國際幼稚園易名為加拿大國際幼稚園。受到2019新型冠狀病毒香港疫情影響，加拿大國際幼稚園在2020年3月結業。該校租約原定在2021年1月完結，月租35萬港元。
現在，寶御基座商舖由Oxbridge School及pandamart租用。

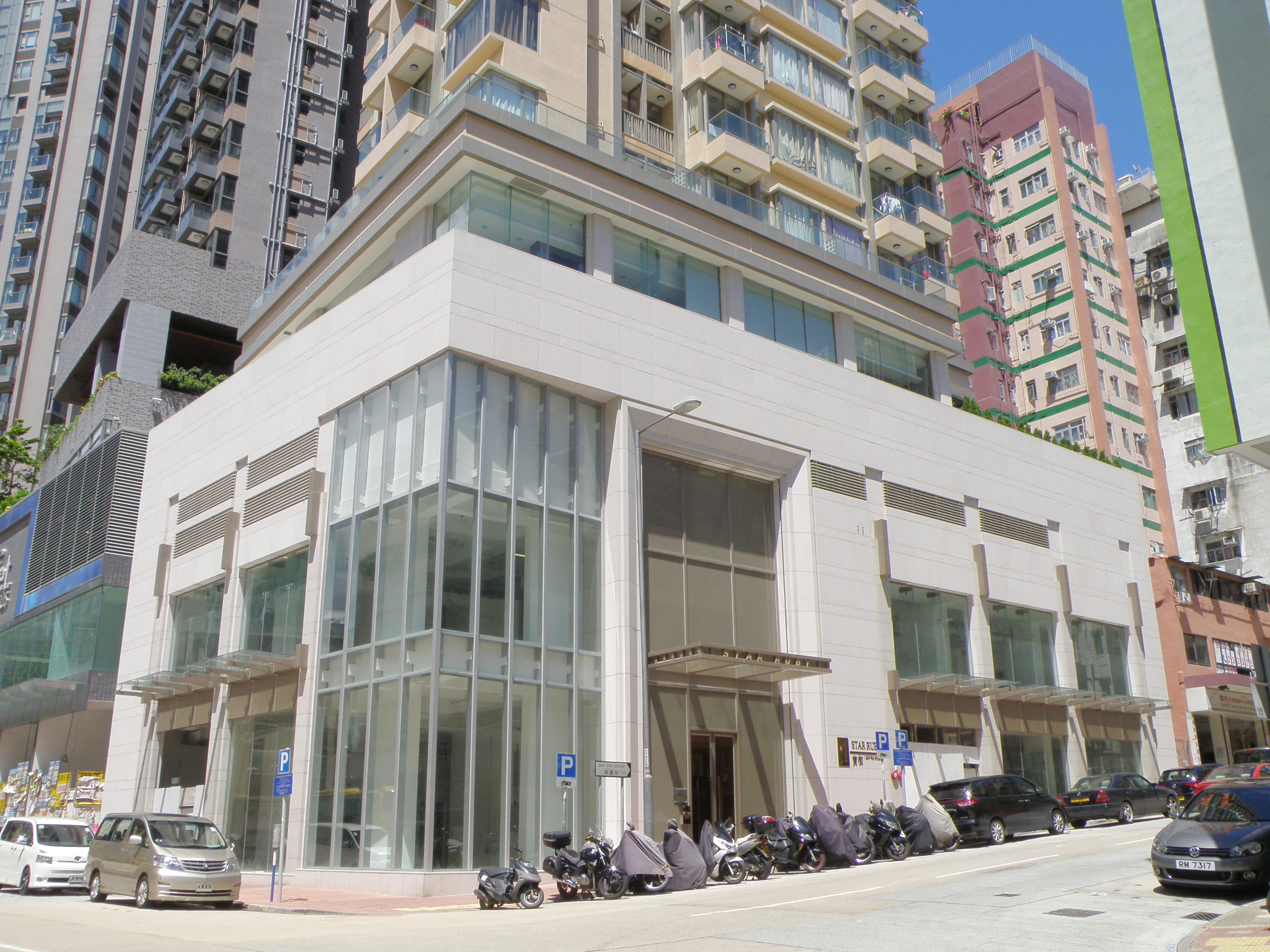
物業入伙一年，基座商舖仍未租出

## 附近物業
- 薈點
- 昇御門
- 得運大廈
- 富運大廈
- 紅磡花園

## 外部連結
- 寶御 官方網站（页面存档备份，存于）